# Бордунов, Алексей Николаевич
Алексей Николаевич Бордунов (1925, хутор Плавненский Крымского района Северо-Кавказского края — 14 апреля 1945, Восточная Пруссия) — стрелок 1344-го стрелкового полка (319-я стрелковая дивизия, 43-я армия, 3-й Белорусский фронт), красноармеец, Герой Советского Союза.

## Биография
Родился в семье крестьянина, русский. Получил начальное образование, затем с матерью переехал на Украину, в село Широкое Скадовского района Запорожской области, работал в колхозе.
С сентября 1941 по ноябрь 1943 года находился на оккупированной территории.
В ноябре 1943 года, после освобождения района от оккупации, был призван в Красную Армию и направлен на фронт пулемётчиком 71-го гвардейского стрелкового полка 24-й гвардейской стрелковой дивизии 4-го Украинского фронта. Первый бой принял в районе Кинбурнской косы. Участвовал в боях под Херсоном, в освобождении Севастополя.
С июля 1944 года в составе 1-го Прибалтийского фронта участвовал в боях под Шяуляем, в наступлении на кельме-тильзитском направлении в ходе Мемельской операции. В одном из боёв был ранен, после излечения в госпитале направлен в 1344-й стрелковый полк 319-й стрелковой дивизии. В составе 43-й армии 1-го Прибалтийского фронта участвовал в боях по блокированию курляндской группировки противника, овладению Тильзитом, во взятии Кёнигсберга (с января 1945 года — в составе 3-го Белорусского фронта).
7 апреля 1945 года первым ворвался в Иудиттен (западное предместье Кёнигсберга) и подавил огневую точку противника, в одном из домов в рукопашном бою уничтожил 12 фашистов. В ходе боя заменил раненного командира отделения.
9 апреля 1945 при штурме форта № 6 «Королева Луиза», прикрывавшего центр Кёнигсберга, заменил выбывшего из строя командира роты. Под огнём противника первым ворвался в форт и, уничтожив четыре огневые точки, обеспечил взятие форта; в плен сдались 250 гитлеровских солдат и офицеров.
Указом Президиума Верховного Совета СССР от 19 апреля 1945 года за мужество, отвагу и героизм, проявленные в борьбе с немецко-фашистскими захватчиками, красноармейцу Бордунову Алексею Николаевичу присвоено звание Героя Советского Союза с вручением ордена Ленина и медали «Золотая Звезда».
14 апреля 1945 года погиб в бою в ходе дальнейших боёв в Восточной Пруссии.
Первоначально был погребен в местечке Фирбрудеркруг, позднее перезахоронен в братскую могилу в поселке Александра Космодемьянского. Из-за ошибки в донесении о безвозвратных потерях увековечен на плитах братской могилы в поселке Петрово.

## Награды
- Медаль «Золотая Звезда» Героя Советского Союза (19.04.1945)
- Орден Ленина
- Орден Славы 3 степени.

## Память

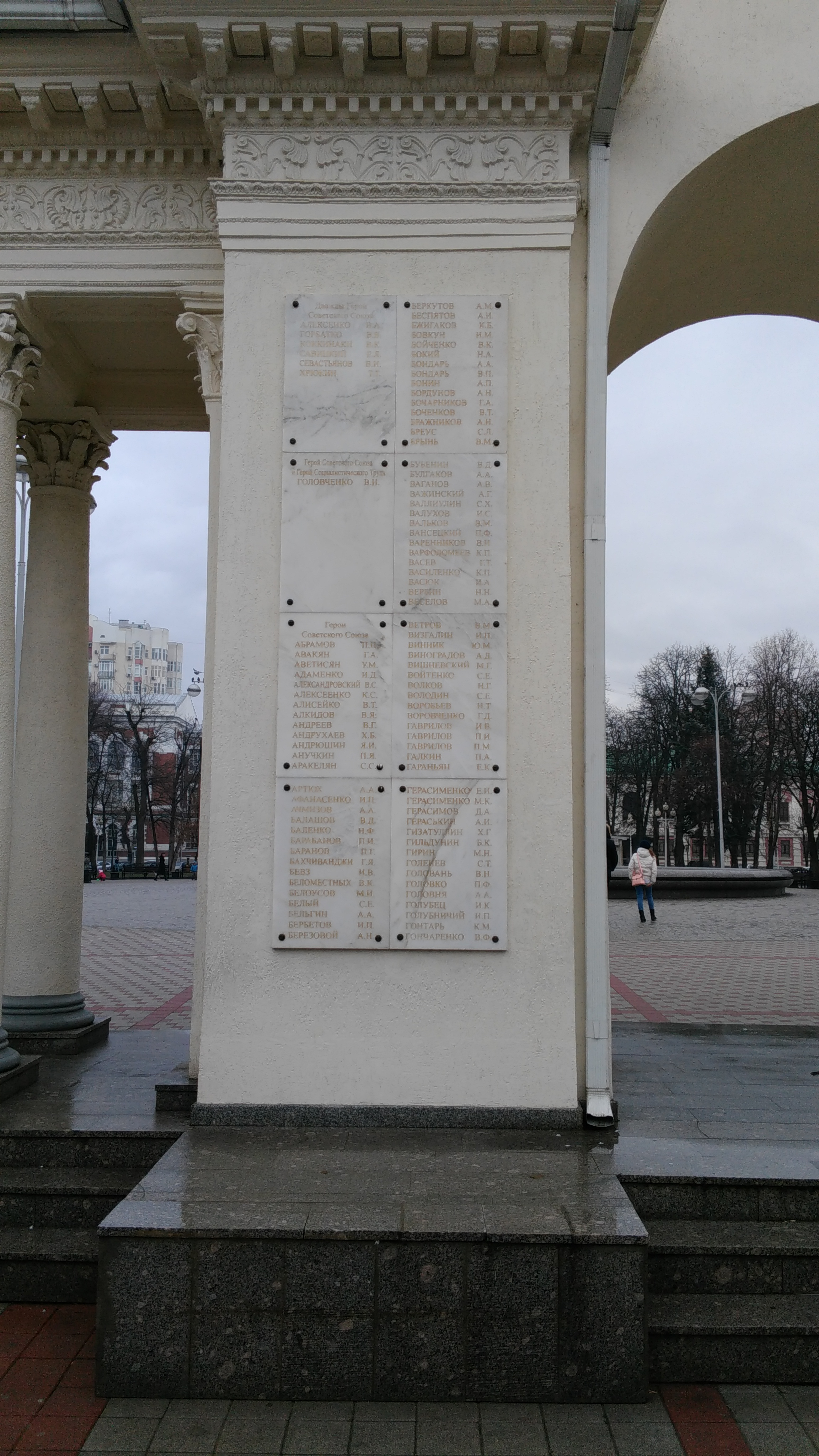
Имя Героя на мемориальной арке в Краснодаре (А-Г)

- Имя Героя увековечено на мемориальной арке в Краснодаре.
- Имя Героя высечено золотыми буквами в зале Славы Центрального музея Великой Отечественной войны в Парке Победы города Москвы.
- Имя А. Н. Бордунова носят улица на хуторе Плавненский и рыболовный траулер.
- На месте подвига установлен обелиск.
- В его честь названа улица в селе Широкое, Скадовского района, Херсонской области.